# José Cirilo Flota Valdez
José Cirilo Flota Valdez fue un político mexicano, miembro del Partido Revolucionario Institucional, entre su carrera política destacan los cargos de Diputado Constituyente de Quintana Roo, primer Presidente Municipal de José María Morelos y Secretario de Promoción Agropecuaria y Forestal de Quintana Roo.
José fue el segundo de seis hermanos, nació al igual que sus hermanos Tomás (el mayor), Ana María, Yolanda, Alonso y Manuel Jesús en la Ciudad de Mérida, Yucatán; en la esquina de la “buena fe”, sobre la calle 60 sur; y desde muy pequeño junto con la familia fue llevado por sus padres, el ganadero Cirilo Flota Carrillo y Raquel Valdez Sabido a residir al poblado de Tixméhuac, Yucatán. 
En el año de 1938 es cuando los hermanos Flota Valdez buscando mejores oportunidades deciden ser parte de los pobladores del entonces territorio de Quintana Roo, en el poblado fronterizo con Yucatán, Dziuché.
El primero en llegar a Quintana Roo fue su hermano mayor, el comerciante fayuquero Tomás Flota Valdez (padre de los expresidentes municipales morelenses Tomás Alfredo y Roger Cristino Flota Medina), seguido por José y Alonso (padre del 2 veces expresidente municipal morelense José Domingo Flota Castillo); Sus pasos fueron seguidos por las mujeres de la familia, Ana María y Yolanda (fallecidas en 2009 y 2008, respectivamente); al casarse, Ana María dejaría el entonces Kilómetro 50 (Hoy José María Morelos) para residir en la ciudad de Mérida; el único con vida de aquella familia es el menor de todos, Manuel Jesús, quien también reside en la ciudad de José María Morelos.
Siendo político activo y destacado desde su juventud, en el año de 1947 fue nombrado fundador del PRI en el territorio de Felipe Carrillo Puerto, fue Jefe de Seguridad Pública en Felipe Carrillo Puerto y Delegado de Gobierno en Dziuché, Ichmul, Tihosuco y del entonces Kilómetro 50, también Secretario General del Comité Pro-Defensa de los Límites del Territorio de Quintana Roo en la Zona Centro del Estado, pero es en 1974 cuando Quintana Roo pasa de ser territorio a Estado Libre y Soberano de la Federación y siendo máximo líder político de Kilómetro 50 es designado candidato del PRI y electo Diputado Constituyente de Quintana Roo por el IV distrito, perteneciente al hoy municipio de José María Morelos, este destacado político morelense, le dio voz a los quintanarroenses avecindados en la zona rural del Estado, contribuyendo con sus valiosas aportaciones legislativas a la creación de la Carta Magna de Quintana Roo.
En 1975 Mediante elección popular y postulado por su partido el PRI, se convirtió en el primer Presidente Municipal de José María Morelos, antes llamado Kilómetro 50, para el periodo constitucional de 1975 a 1978, siendo pilar del desarrollo y de la creación de las Instituciones en el naciente Municipio.
En 1993 fue nombrado por el entonces Gobernador del Estado Miguel Borge Martín como Secretario de Promoción Agropecuaria y Forestal del Gobierno del Estado de Quintana Roo para los meses finales de su mandato.
Flota Valdez tuvo una larga trayectoria política, buscando siempre el beneficio para las clases más desprotegidas, de 1970 a 1973 fue Secretario General del Comité Regional Campesino del km. 50, en 1992 fue miembro fundador de la Fundación Mexicana del siglo XXI A.C., y en ese mismo año es nombrado también Secretario General del Movimiento de Unificación Quintanarroense (MUQ), Secretario de Acción Agrícola de la C.N.C. en Quintana Roo, en 1993 Secretario General de la Vieja Guardia Agrarista de José María Morelos, desde 1988 hasta su muerte fue Presidente de la Asociación de Diputados Constituyentes, Asesor del Ayuntamiento entre otros cargos.
José Flota Valdez, falleció el 13 de septiembre de 2003 a la edad de 82 años, (coincidencia de edad con sus hermanos Tomás y Alonso al morir, en 2001 y 2013, respectivamente); y es recordado con cariño entre los quintanarroenses y en especial entre los morelenses por su legado de esfuerzo y trabajo constante.